# Guangzhou International Women's Open 2013
Guangzhou International Women's Open 2013 byl tenisový turnaj pořádaný jako součást ženského okruhu WTA Tour, který se hrál na otevřených dvorcích s tvrdým povrchem městské tenisového centra. Konal se mezi 16. až 21. září 2013 v čínském Kantonu jako 10. ročník turnaje.
Turnaj s rozpočtem 500 000 dolarů patřil do kategorie WTA International Tournaments. Nejvýše nasazenou hráčkou ve dvouhře se stala dvacátá druhá tenistka světa Sorana Cîrsteaová z Rumunska, kterou v úvodním kole vyřadila Bojana Jovanovská, vítězka Tashkent Open 2013 z předešlého týdne.

## Ženská dvouhra

### Nasazení
| Stát               | Hráčka             | WTA1) | Nasazení |
| ------------------ | ------------------ | ----- | -------- |
| Rumunsko           | Sorana Cîrsteaová  | 22.   | 1.       |
| Francie            | Alizé Cornetová    | 29.   | 2.       |
| Spojené království | Laura Robsonová    | 35.   | 3.       |
| Čína               | Pcheng Šuaj        | 37.   | 4.       |
| Polsko             | Urszula Radwańská  | 38.   | 5.       |
| Tchaj-wan          | Sie Šu-wej         | 39.   | 6.       |
| Spojené státy      | Varvara Lepčenková | 44.   | 7.       |
| Portoriko          | Mónica Puigová     | 45.   | 8.       |

- 1) Žebříček WTA k 9. září 2013.

### Jiné formy účasti
Následující hráčky obdržely divokou kartu do hlavní soutěže:
- Šachar Pe'erová
- Čang Šuaj
- Čeng Saj-saj

Následující hráčky si zajistily postup do hlavní soutěže v kvalifikaci:
- Richèl Hogenkampová
- Jovana Jakšićová
- Nadija Kičenoková
- Vania Kingová
- Johanna Kontaová
- Luksika Kumkhumová

### Odhlášení
před zahájením turnaje
- Karin Knappová
- Monica Niculescuová

## Ženská čtyřhra

### Nasazení
| Stát          | Hráčka             | Stát       | Hráčka               | WTA1) | Nasazení |
| ------------- | ------------------ | ---------- | -------------------- | ----- | -------- |
| Čína          | Pcheng Šuaj        | Tchaj-wan  | Sie Šu-wej           | 18.   | 1.       |
| Spojené státy | Varvara Lepčenková | Čína       | Čeng Saj-saj         | 79.   | 2.       |
| Spojené státy | Vania Kingová      | Kazachstán | Galina Voskobojevová | 94.   | 3.       |
| Maďarsko      | Tímea Babosová     | Bělorusko  | Olga Govorcovová     | 112.  | 4.       |

- 1) Žebříček WTA k 9. září 2013; číslo je součtem umístění obou členek páru.

### Jiné formy účasti
Následující páry obdržely divokou kartu do hlavní soutěže:
- Liou Čchang /  Tchien Žan
- Tchang Chao Čchen /  Jang Čao-süan

## Přehled finále

### Ženská dvouhra
- Čang Šuaj vs.  Vania Kingová, 7–6(7–1), 6–1

Šuaj Čangová získala premiérový singlový titul na okruhu WTA Tour a celkově čtvrtý v kariéře.

### Ženská čtyřhra
- Sie Šu-wej /  Pcheng Šuaj vs.  Vania Kingová /  Galina Voskobojevová, 6–3, 4–6, [12–10]